# Krušce
Krušce (cyr. Крушце) – wieś w Serbii, w okręgu niszawskim, w mieście Nisz. W 2011 roku liczyła 49 mieszkańców.